# باهانی
باهانی (به لاتین: Bahani) یک منطقهٔ مسکونی در اتحاد قمر است که در گرند کومور واقع شده‌است. باهانی ۹۵۸ نفر جمعیت دارد.